# Herbert Baum
Herbert Baum (Moschin, província de Posen, Imperi Alemany, 10 de febrer de 1912 - Berlín, 11 de juny de 1942) va ser un activista polític jueu alemany, militant de la resistència contra el nazisme.

## Trajectòria
Baum va néixer a Moschin, província de Posen; la seva família es va traslladar a Berlín quan era jove. Després de graduar-se en una escola secundària de la ciutat de destí, va començar a aprendre a fer d'electricista, que es va convertir en la seva professió. El 1926, va ser membre actiu de diferents organitzacions juvenils jueves i d'esquerres i, a partir de 1931, es va convertir en membre de la Lliga dels Joves Comunistes d'Alemanya (KJVD).
Després que el partit nazi prengués el poder, va començar, juntament amb la seva dona Marianne Baum (9 de febrer de 1912 - 18 d'agost de 1942) i els seus amics, Martin i Sala Kochmann, a organitzar reunions sobre l'amenaça del nazisme, reunint-se en el saló de casa dels Kochmann i en apartaments d'altres membres. El cercle d'amics, la majoria dels quals eren jueus, va designar Herbert Baum com a president. Fins a 100 joves van assistir a aquestes reunions en diferents moments, participant en debats polítics i debats culturals. El grup va distribuir obertament fulletons contra el nacionalsocialisme. El 1940, va ser detingut i forçat a treballar com a esclau a les obres d'electromoció de l'empresa Siemens-Schuckertwerke (avui Siemens AG). A partir de 1941, va encapçalar un grup de treballadors esclaus jueus a la planta, que, per fugir de la deportació als camps de concentració, van passar a la clandestinitat de Berlín.
El 18 de maig de 1942, el grup va organitzar un incendi contra una exposició de propaganda anticomunista i antisemita, preparada per Joseph Goebbels, al Lustgarten de Berlín. L'atac només va tenir un èxit parcial i, en pocs dies, un gran nombre dels membres del grup van ser detinguts i 20 d'ells van ser condemnats a mort. Baum i la seva dona Marianne van ser arrestats el 22 de maig. Ell va ser torturat a la presó de Moabit fins a la mort l'11 de juny de 1942, tot i que la Gestapo va anunciar la seva mort com un suïcidi. En canvi, ella, la seva dona Marianne, va ser executada a la presó de Plötzensee el 18 d'agost de 1942. Alguns dels membres del Grup Herbert Baum, amb les seves dates de naixement i defunció, tots ells executats a Berlín-Plötzensee el 4 de març de 1943, són: Heinz Rotholz (1922–1943), Heinz Birnbaum (1920–1943), Hella Hirsch (1921–1943), Hanni Meyer (1921–1943), Marianne Joachim (1921–1943), Lothar Salinger (1920–1943), Helmut Neumann (1922–1943), Hildegard Löwy (1922–1943) i Siegbert Rotholz (1922–1943). Hi ha cert desacord sobre la forma de mort d'almenys un d'ells car no se sap si Helmut Neumann va morir penjat o decapitat.

## Llegat
Hi ha una placa al cementiri de Weißensee de Berlín que commemora el Grup Herbert Baum i també hi ha un carrer prop del cementiri que porta el seu nom: Herbert-Baum-Straße. Al Lustgarten de Berlín es va erigir l'any 1981 un monument dissenyat per Jürgen Raue que commemora l'atac de 1942. Mentre que el govern de la República Democràtica Alemanya, que va erigir aquests monuments, va emfatitzar la lleialtat de Baum al comunisme, altres historiadors així com veterans del grup han assenyalat les múltiples influències polítiques i culturals del seu grup i la importància del grup Baum com a exemple de resistència jueva al nazisme. 